# 庄河西支
庄河西支，位于中华人民共和国辽宁省庄河市的一条河流，是庄河右岸支流，发源于长岭镇西北桂云花山东南麓毕家沟，东南流至长岭镇转东北流，至大华村腰岭（东腰屯）以北转东南流，注入朱隈水库，出口后向东流过太平岭满族乡大赵村后汇入庄河。河流全长31.9千米，流域面积265.8平方千米。